# Administration du programme d'acquisition de la défense
L'Administration du programme d'acquisition de la défense (en anglais, Defense Acquisition Program Administration, en abrégé DAPA) est une agence administrative centrale du ministère de la Défense nationale sud-coréen. Elle a été fondée le 1er janvier 2006 dans le cadre d’une réforme globale du processus d’acquisition de matériels de la défense, y compris le développement et la mise en service d’armes nouvelles,,. La DAPA a le pouvoir exclusif de planifier et de budgétiser les programmes de développement et d’approvisionnement de la défense de la Corée du Sud, et de promulguer les spécifications de défense coréennes (KDS). Les sous-agences de la DAPA comprennent l’Agence pour le développement de la défense (ADD), qui est responsable du développement de la défense, et l’Agence de défense pour la technologie et la qualité (DTaQ), qui est responsable des tests de certification de la qualité des matériels de défense.

## Contexte de la fondation de la DAPA
En Corée du Sud, l’acquisition et l’acquisition d’armes militaires étaient un domaine important qui nécessitait un budget énorme et déterminait la sécurité nationale. La Corée du Sud a également apporté plusieurs améliorations au ministère de la Défense nationale pour réformer son projet d’acquisition de défense dans le processus de renforcement de ses capacités de défense. Sur la base des résultats de l’évaluation du projet Yulgok, qui était un plan visant à renforcer et à moderniser l’armée sud-coréenne, le Ministère de la défense nationale a créé en janvier 1999 un bureau des acquisitions en intégrant les travaux liés à l’introduction des armes dans un seul département,.
Toutefois, alors que les scandales de corruption liés à l’introduction et à la mise au point d’armes se poursuivaient, les efforts visant à améliorer le système d’achat d’armes ont repris après l’investiture du gouvernement du Président Roh Moo-hyun. Fin décembre 2003 et fin janvier de l’année suivante, le président Roh Moo-hyun a ordonné des améliorations au projet d’acquisition de la défense et, au début de mars 2004, le bureau du Premier ministre a créé le Comité d’amélioration du système d’acquisition de la défense. Après cela, au début du mois d’août 2005, un comité préparatoire a été créé pour améliorer le système d’acquisition de la défense et a fondé l’Administration du programme d’acquisition de la défense. L’Administration du programme d’acquisition de la défense a été fondée le 1er janvier 2006 après la promulgation des textes officialisant la réorganisation et le recrutement du personnel,.

## Ministres
| Nom                      | Entrée en fonction | Cessation de fonctions | Notes |
| ------------------------ | ------------------ | ---------------------- | --- |
| Kim Jung-il (김정일)     | 1er janvier 2006   | 25 juillet 2006        | Diplômé de la 29e promotion de l’Académie militaire de Corée, ancien général de division de l’armée coréenne                                        |
| Lee Sun-hee (이선희)     | 9 août 2006        | 7 mars 2008            | Diplômé de la 18e promotion de l’Académie de l’armée de l’air coréenne, ancien général de brigade de l’armée de l'air coréenne                      |
| Yang Chi-gyu (양치규)    | 8 mars 2008        | 19er janvier 2009      | Diplômé de la 29e promotion de l’Académie militaire de Corée, ancien général de division de l’armée coréenne                                        |
| Byeon Moo-geun (변무근)  | 20 janvier 2009    | 16 août 2010           | Diplômé de la 24e promotion de l’Académie navale de Corée, ancien lieutenant-général de la marine de la république de Corée                         |
| Jang Soo-man (장수만)    | 16 août 2010       | 16 février 2011        | A réussi l’examen coréen de la fonction publique de cinquième année                                                                                 |
| Noh Dae-lae (노대래)     | 18 mars 2011       | 15 mars 2013           | A réussi le 23e examen coréen de cinquième année de la fonction publique, 17e président de la Commission des pratiques commerciales loyales         |
| Lee Yong-geol (이용걸)   | 15 avril 2013      | 18 novembre 2014       | A réussi le 23e examen coréen de cinquième année de la fonction publique                                                                            |
| Jang Myeong-jin (장명진) | 19 novembre 2014   | 19 juillet 2017        | Diplômé de la 12e session du Corps d’entraînement des officiers de réserve (ROTC), ancien chercheur de l’Agence pour le développement de la défense |
| Jeon Je-guk (전제국)     | 7 août 2017        | 30 août 2018           | A réussi le 22e examen coréen de cinquième année de la fonction publique                                                                            |
| Wang Jung-hong (왕정홍)  | 31 août 2018       | 24 décembre 2020       | A réussi le 29e examen coréen de cinquième année de la fonction publique                                                                            |
| Kang Eun-ho (강은호)     | 25 décembre 2020   | 22 juin 2022           | A réussi le 33e examen coréen de cinquième année de la fonction publique, ancien lieutenant de l’armée coréenne                                     |
| Eom Dong-hwan (엄동환)   | 23 juin 2022       | Titulaire actuel       | Diplômé de la 44e promotion de l’Académie militaire coréenne, ancien général de brigade de l’armée coréenne                                         |

## Comité de promotion du programme d’acquisition de la défense
Afin de délibérer et de coordonner les principales politiques, la gestion des ressources financières et d’autres sujets pour les programmes d’acquisition de la défense, le Comité de promotion du programme d’acquisition de la défense a été placé sous le contrôle du ministre de la Défense nationale. Par l’entremise du Comité, présidé par le ministre de la Défense nationale, les méthodes de sélection des projets et les modèles de décisions sont discutés et ajustés, et des projets d’amélioration des capacités nationales de défense sont mis en œuvre.

## Grands projets d’approvisionnement
La DAPA gère une grande variété de projets d’approvisionnement de défense. Voici des exemples de projets actuels et passés :

### Armes d’infanterie
- Fusil d'assaut à tir sélectif Daewoo K1
- Fusil d'assaut Daewoo K2
- Mitrailleuse légère Daewoo K3
- Lance-grenades automatique K4
- Pistolet K5
- Mitrailleuse lourde K6
- Mitraillette silencieuse K7
- Fusil d’assaut Daewoo K11
- Mitrailleuse polyvalente K12
- Fusil de sniper K14
- Mitrailleuse légère K15
- Mitrailleuse polyvalente K16

### Systèmes d’armes terrestres
- Obusier de 105 mm tracté KH178 [8]
- Obusier de 155 mm tracté KH179
- Artillerie automotrice à roues de 105 mm K105A1 (EVO-105)
- Obusier automoteur de 155 mm K9 Thunder
- Char de combat principal K2 Black Panther
- Véhicule utilitaire léger K131
- Véhicule utilitaire léger militaire K151
- Véhicule logistique et utilitaire K311
- Véhicule logistique et utilitaire K511
- Véhicule logistique et utilitaire K711
- Véhicule de combat d'infanterie K200
- Véhicule de combat d'infanterie K21
- Char léger K21-105
- véhicule de combat d’infanterie AS21 (Redback)
- véhicule blindé à roues de transport de troupes KW1 Scorpion (White Tiger)
- canons antiaériens automoteurs de 30 mm Biho (K30)
- canons antiaériens automoteurs à roues de 30 mm Cheonho (KA2)
- véhicule blindé à roues Barracuda 4x4
- véhicule blindé à roues Tigon 6x6
- Véhicule d’assaut amphibie coréen-II (KAAV-2)
- Véhicule de surveillance sans pilote
- Véhicule de reconnaissance K-NBC
- Laser haute énergie

### Systèmes de missiles
- Système de missile de croisière hypersonique (HCM) Hycore[9]
- système de fusée guidée de 2,75 pouces de diamètre Bigung (Poniard)
- système étendu de lance-roquettes multiples K136 Kooryong 36
- Biryong (Flying Dragon) système d’arme guidée de navire à navire à courte portée basé sur le K136
- Système de fusée à lancement multiple (MLRS) K239 Chunmoo
- système de missile d’infanterie à moyenne portée Hyungung (AT-1K Raybolt)
- Système de missile guidé air-sol Cheongeom (Taipers)
- Système de roquettes anti-sous-marines Hong Sang Eo (Red Shark)
- Haeseong-I (Sea Star) Le principal système de missile de croisière anti-navire de la marine de la république de Corée
- Système de missile de croisière amélioré Haeseong-II (SSM-710K)
- Système de missile de croisière amélioré Haeseong-III (SSM-750K)
- Haeryong (Sea Dragon) missile d’attaque terrestre tactique lancé par navire basé sur le Haeseong I
- Système tactique de missile balistique sol-sol à courte portée Ure (KTSSM)
- Système de missile balistique Hyunmoo

### Systèmes de défense antimissile
- Cheongung-I (KM-SAM) Système d’armes à guidage sol-air à moyenne portée basé sur la technologie du missile 9M96 utilisé sur les systèmes de missiles S-350E et S-400[10]
- Système d'armes sol-air à guidage sol-air à moyenne portée amélioré Cheongung-II
- Système antimissile sol-air Haegung (K-SAAM)
- Système de missile sol-air à courte portée Cheonma (Pegasus)
- missile sol-air lancé à l’épaule Shingung (KP-SAM)
- Système de défense antimissile multicouche L-SAM

### Systèmes d’armes maritimes et sous-marines
- Système de surveillance sous-marine portuaire (HUSS)[11]
- Système de sonar à réseau remorqué (TASS)
- Contre-mesures acoustiques de torpilles (TACM)
- Système sonar FFG
- Système sondeur intégré du lot II des destroyers KDX-III
- Système de combat du lot I des sous-marins classe Dosan Ahn Changho-III (KSS-III)
- Système sonar du lot I des sous-marins de classe Dosan Ahn Changho-III (KSS-III)
- Système de combat d’hélicoptère de plate-forme d’atterrissage (LPH)
- Système de combat des patrouilleurs lance-missiles Patrol Killer Guided (PKG) de classe Gumdoksuri
- Système de combat des frégates de classe Ulsan (FF) lot-I
- Système de combat des frégates de classe Ulsan (FF) lot-III
- Sous-marin de poche de classe Dolgorae (Dolphin)
- Véhicule de surface sans pilote multimission (MMUSV)
- Torpille anti-sous-marins légère Cheongsangeo (Blue Shark)
- Torpille anti-sous-marins lourde Baeksangeo (White Shark)
- Torpille anti-sous-marins lourde Beomsangeo (Tiger Shark)

### Systèmes d’aéronefs et drones
- avion de chasse de 4,5e génération KAI KF-21 Boramae[12]
- Famille KAI T-50 Golden Eagle d'avions d'entraînement supersoniques avancés et de chasseurs légers multirôles, y compris les variantes suivantes :
  - T-50 (version d’entraînement avancée)
  - TA-50 (avion d’entraînement et version d’attaque légère)
  - FA-50 (chasseur multirôle version tous temps)
  - T-50B (version du T-50 spécialisée dans la voltige aérienne pour l’équipe de voltige de la ROKAF, les Black Eagles)
- Hélicoptère de transport moyen KUH-1 (Surion)
- Avion d’entraînement de base KT-1 (Woongbi)
- Avion de contrôle tactique KA-1
- bombe guidée de précision KGGB (Korean Guided GPS Bomb)
- drone de reconnaissance RQ-101 (Songgolmae)
- UAV-II de reconnaissance
- KUS-FS MUAV
- Hélicoptère armé léger (LAH)
- Système d’arme air-sol Blackout bombe

### Systèmes de surveillance et de reconnaissance
- Radar pour systèmes terrestres[13]
- Radar AESA (Active Electronic Scanned Array) KF-21
- Radar AESA des frégates de classe Ulsan lot-I
- Radar à synthèse d’ouverture (SAR) pour KUS-FS
- Vue panoramique du commandant coréen (KCPS) pour K1A1
- Vue principale du tireur coréen (KGPS) pour K2 Black Panther
- Système de visée pour véhicule de combat d’infanterie K21
- Dispositif d’observation thermique (TOD)
- Système de suivi électro-optique (EOTS) pour système de combat PKG
- Recherche et suivi infrarouges (IRST) pour les systèmes embarqués
- Système infrarouge orienté vers l’avant (FLIR) pour KUH-1
- Système tactique de reconnaissance électro-optique et infrarouge (Tac-EO/IR)
- Système électro-optique et infrarouge pour KUS-FS MUAV
- Système électro-optique et infrarouge pour la reconnaissance au niveau du corps UAV-II
- Caméra infrarouge pour satellites
- Système de fusion d’images multi-capteurs et multi-sources

### Systèmes de commandement, de contrôle et de guerre électronique
- Réseau d’information tactique et de communication (TICN)[14]
- Système interarmées de liaison tactique de données (JTDLS)
- Système ADC2A (Air Defense Command Control and Alert)
- Système de pod ELINT aéroporté
- Communication tactique Système de guerre électronique (EW) II-II (TLQ-200K)
- Système de nacelle de contre-mesure électronique aéroportée (ECM) (ALQ-200)
- Système de guerre électronique à bord des navires (SLQ-200K)
- Système d’avion SIGINT avancé

### Technologies spatiales
- Système de reconnaissance et de surveillance spatiale[15]
- Système à petits satellites
- Système militaire de communication par satellite-I
- Système militaire de communication par satellite-II

### Technologies de base
- chercheur[16]
- Détection et télémétrie laser (LADAR)
- LADAR optique à commande de phase
- Technologie de navigation
- Capteurs inertiels micro-usinés
- Gyroscope à fibre optique (FOG)
- Gyroscope à résonateur hémisphérique (HRG)
- Gyroscope de moment de contrôle (CMG)
- Traqueur d’étoiles
- Navigation référencée sur le terrain
- Système radio au sol (GRNS)
- Technologie anti-brouillage
- Brouillage du Système mondial de navigation par satellite (GNSS)
- Propulsion de fusée
- Propulsion par statoréacteur
- Technologie du moteur (turbine à gaz subsonique et grande vitesse) pour missiles et UAV
- Matériel de défense
- Piles à combustible et batteries spéciales
- Capteur acoustique sous-marin
- Équipement d’imagerie hyperspectrale
- Technologie EMP (Electromagnetic Pulse)
- Contre-mesure infrarouge directionnelle (DIRCM)
- Matériaux à haute énergie (HEM)
- Technologie de protection balistique
- Munition à guidage de précision
- Railgun
- Technologie d’explosion d’air à double canon pour XK13 25 mm OCSW, annulée en 2013.
- Plateforme guerrière
- Technologie d’autonomie basée sur l’IA
- Robot d’exploration de tunnels autonome
- Robot de sauvetage
- UAV de démonstration sans queue pour véhicule aérien de combat sans pilote KUS-FC
- Aérogire de combat composé sans pilote (UCCR)
- Véhicule sous-marin sans pilote de lutte anti-sous-marine (ASWUUV)
- Torpille supercavitante
- Technologies de cybersécurité
- Vérification des agents chimiques de guerre
- Technologie de désintoxication

### Technologies futures
- Intelligence artificielle[17]
- Blockchain
- Internet des objets militaires (IoMT)
- Technologie quantique
- Technologie radar photonique
- Technologie atomique
- Technologie térahertz
- Cellule solaire en pérovskite
- Énergie électrostatique auto-générée
- Biologie synthétique
- Méta-matériau pour la technologie furtive
- Robot biomimétique
- Technologie de système sans pilote en essaim
- Intercepteur de phase Boost
- Système d’interception d’artillerie à longue portée
- Brouillage autonome intelligent basé sur l’auto-apprentissage
- Chaîne de destruction séquentielle centralisée